# مذبحة مالميدي
مذبحة مالميدي هي جريمة حرب ارتكبتها مجموعة كامفجروبا بيبر القتالية، وحدة ألمانية تابعة للجناح فافن إس إس يقودها يواخيم بيبر وهي جزء من فرقة بانزر الأولى لايبشتاندارته أدولف هتلر، في تقاطع بوغنيز بالقرب من مالميدي، بلجيكا، في 17 ديسمبر، 1944، خلال معركة الثغرة. ذُبح 84 جندي حرب أمريكي على يد خاطفيهم الألمان. جمع السجناء في ميدان وأطلق النار عليهم بالرشاشات؛ وقتل أولئك الذين بقوا على قيد الحياة بطلقات من مسافة قريبة في الرأس.
يشمل مصطلح مجزرة مالميدي أيضًا سلسلة المذابح التي ارتكبتها الوحدة نفسها في اليوم نفسه وفي الأيام التالية، والتي كانت موضوع محاكمة مجزرة مالميدي، وهي جزء من محاكمات داكاو في عام 1946.

## خلفية
كان هدف هتلر الأساسي من معركة الثغرة هو أن يخترق جيش بانزر إس إس السادس الذي يقوده الجنرال سيب ديتريش جبهة الحلفاء بين مونشاو ولوسيميرغاربن (قرية عبر الحدود مشتركة بين هيلينثال وبولنغن)، عبر نهر الميز، ويقبض على أنتويرب. كانت مجموعة كامفجروبا بيبر، المسماة على اسم الأوبرستورمبانفورر يواخيم بيبر وتحت قيادته، مؤلفة من عناصر مدرعة ومزودة بمحركات وكانت رأس حربة للجناح الأيسر لجيش بانزر إس إس السادس. بمجرد أن خرق جند المشاة الخطوط الأمريكية، كان دور بيبر يتمثل بالتقدم عبر قرية ليغنوفيل (بلدة قديمة حاليًا في مالميدي) وستافيلو وبلديات تروا برون وويربومون (بلدة قديمة حاليًا في فيريرس) والاستيلاء على جسور الميز حول مدينة هوي وتأمينها. حجزت أفضل الطرق للجزء الأكبر من فرقة لايبشتاندارته إس إس. استخدم بيبر طرقًا ثانوية، لكن أُثبت أن تلك الطرق غير مناسبة للمركبات المدرعة الثقيلة، خاصة دبابات النمر2 الملحقة بكامفجروبا. اعتمد نجاح العملية على الاستيلاء السريع على الجسور فوق نهر الميز. تطلب ذلك تقدمًا سريعًا عبر المواقع الأمريكية، متجاوزًا أي نقاط للمقاومة كلما أمكن ذلك. أحد العوامل الأخرى التي كان على بيبر أخذها بعين الاعتبار هي نقص الوقود.
أمر هتلر بتنفيذ المعركة بوحشية أكثر في الجبهة الشرقية، من أجل تخويف العدو. أكد سيب ديتريتش تلك المعلومة خلال محاكمات جرائم الحرب بعد انتهائها. وفقًا لأحد المصادر فإن بيبر صرح خلال جلسات الإحاطة الإعلامية قبل المعركة، إنه لا يجب أن يبقى أحد حيًا، ولا يعتقل سجناء، ولا يجب إظهار أي رحمة تجاه المدنيين البلجيكيين.

## تقدم بيبر نحو الغرب
كان موقع الألمان في البداية شرق الحدود البلجيكية الألمانية وخط سيغفريد بالقرب من لوشيم. كانت خطة الجنرال سيب ديتريتش هي أن يتقدم جيش بانزر إس إس باتجاه الشمال الغربي عبر لوسهيمغرابن ومحطة بوشلوز ثم القيادة 72 ميلًا (116 كم) عبر هونسفيلد، وبولنغن ومجموعة من القرى التي تسمى ثلاثة جسور، للوصول إلى الطريق البلجيكي الوطني إن23، وعبور نهر الميز.
خطط بيبر لاستخدام طريق لانزيراث-لوسهيمغرابن للتقدم إلى لوسهيمغرابن ليتبع المشاة مباشرة، الذين تم تكليفهم بالاستيلاء على القرى والبلدات الواقعة غرب الطريق السريع الدولي مباشرة. لسوء حظ الألمان، فإنه خلال انسحابهم سابقًا خلال العام دمروا جسر الطريق بين لوسهيم ولوسهيمغرابن فوق سكة الحديد، مما منعهم من استخدام هذا الطريق. لم يتحمل ممر علوي للسكك الحديدية، كانوا قد خططوا لاستخدامه، وزن المدرعات الألمانية، وكان المهندسين الألمان بطيئين في عمليات إصلاحه، مما أجبر مركبات بيبر على سلك الطريق عبر لانزيراث إلى محطة بوشلوز. تأخرت قوات بيبر بسبب الاختناقات المرورية الهائلة خلف الجبهة.
كانت العمليات الألمانية على الجبهة الجنوبية، التي شكلت الطريق الرئيسي لمعركة الثغرة بالكامل، مضطربة بسبب المقاومة العنيدة غير المتوقعة من القوات الأمريكية. احتجزت فصيلة واحدة مؤلفة من 18 شخص ينتمون إلى فصيلة استطلاع أمريكية وأربعة من مراقبي المدفعية الأمامية، فصيلةً مؤلفة من 500 من الجنود المظليين الألمان في قرية لازاريث، بلغاريا لمدة يوم كامل تقريبًا. كان الجدول الزمني لتقدم بيبر بالكامل باتجاه نهر الميز وأنتويرب بطيئًا جدًا، مانحًا بذلك الأمريكيين ساعات ثمينة لتقدم التعزيزات.
حاصر فوج المظلات الألماني التاسع، الفرقة المظلية الثالثة، أخيرًا الفصيلة الأمريكية واستولى عليها عند الغسق، وذلك عندما نفذت ذخيرتها وكانت تخطط للانسحاب. قُتل أمريكي واحد، وهو مراقب مدفعية أمامية، بينما جُرح أربعة عشر، وبلغ العدد الكلي للضحايا الألمان 92 شخصًا. توقف الألمان لاعتقادهم بأن الغابة كانت مليئة بالأمريكيين والدبابات. لم يتأكد الألمان من أن الغابات كانت خالية حتى وصل بيبر ودباباته عند منتصف الليل، متأخرين اثني عشر ساعة عن الموعد المحدد.